# Polystichum kunioi
Polystichum kunioi är en träjonväxtart som beskrevs av Kurata. Polystichum kunioi ingår i släktet Polystichum och familjen Dryopteridaceae. Inga underarter finns listade.